# Lincolnton (Georgia)
Lincolnton város az USA Georgia államában. Lakosainak száma 1480 fő (2020. április 1.).

## Története
Lincolntont 1798-ban alapították az újonnan alakult Lincoln megye székhelyeként. 1817-ben városi (town), 1953-ban pedig city rangot kapott.

## Népesség
A település népességének változása:

| 2010 | 1 566 |
| 2020 | 1 480 |